# Ixodes amersoni
Ixodes amersoni är en fästingart som beskrevs av Glen M. Kohls 1966. Ixodes amersoni ingår i släktet Ixodes och familjen hårda fästingar. Inga underarter finns listade i Catalogue of Life.